# 컴퓨터 지원 정원 디자인
컴퓨터 지원 정원 디자인(computer-aided garden design) 또는 컴퓨터 지원 정원 설계에서는 CAD 패키지를 사용하여 정원 디자인 프로세스를 용이하게 하고 개선하는 방법을 설명한다. 전문 정원 디자이너는 다른 직업을 위해 설계된 CAD 패키지를 사용하는 경향이 있다. 여기에는 정원 계획 초안 작성을 위한 건축 설계 소프트웨어, 3D 소프트웨어 및 시각적 표현을 위한 이미지 편집 소프트웨어가 포함된다. 그러나 맞춤형 컴퓨터 지원 설계 소프트웨어는 아마추어 정원 디자인 시장을 위해 만들어졌다. 여기에는 사용하기 쉬운 형식으로 패키지된 고급 프로그램의 일부 기능이 포함되어 있다.